# Pulvinaria coccolobae
Pulvinaria coccolobae är en insektsart som först beskrevs av Borchsenius 1957.  Pulvinaria coccolobae ingår i släktet Pulvinaria och familjen skålsköldlöss. Inga underarter finns listade i Catalogue of Life.